# Scardamia taprobanes
Scardamia taprobanes är en fjärilsart som beskrevs av Felder 1873. Scardamia taprobanes ingår i släktet Scardamia och familjen mätare. Inga underarter finns listade.